# Raha (Nepal)
Raha (nep. रह) – gaun wikas samiti w zachodniej części Nepalu w strefie Karnali w dystrykcie Dolpa. Według nepalskiego spisu powszechnego z 2001 roku liczył on 150 gospodarstw domowych i 695 mieszkańców (341 kobiet i 354 mężczyzn).